# Fuga a Camden
Fuga a Camden (Flight into Camden) è un romanzo di David Storey del 1961. Il romanzo vinse il John Llewellyn Rhys Prize nel 1961 e il Somerset Maugham Award nel 1963

## Trama
La storia è raccontata da Margaret, la figlia di un minatore dello Yorkshire, che si innamora di un insegnante sposato e va a vivere con lui in una stanza a Camden Town, Londra. Molti critici hanno osservato una fedeltà alla Lawrence nelle descrizioni delle loro relazioni sessuali e nelle loro complesse risposte emotive. Alla fine i legami familiari si rivelano troppo forti nei confronti di un rapporto ambiguo che comincia a rivelare un abisso di vuoto e di amarezza.

## Edizioni
- David Storey, Fuga a Camden, Feltrinelli, 1964.